# Skissernas museum

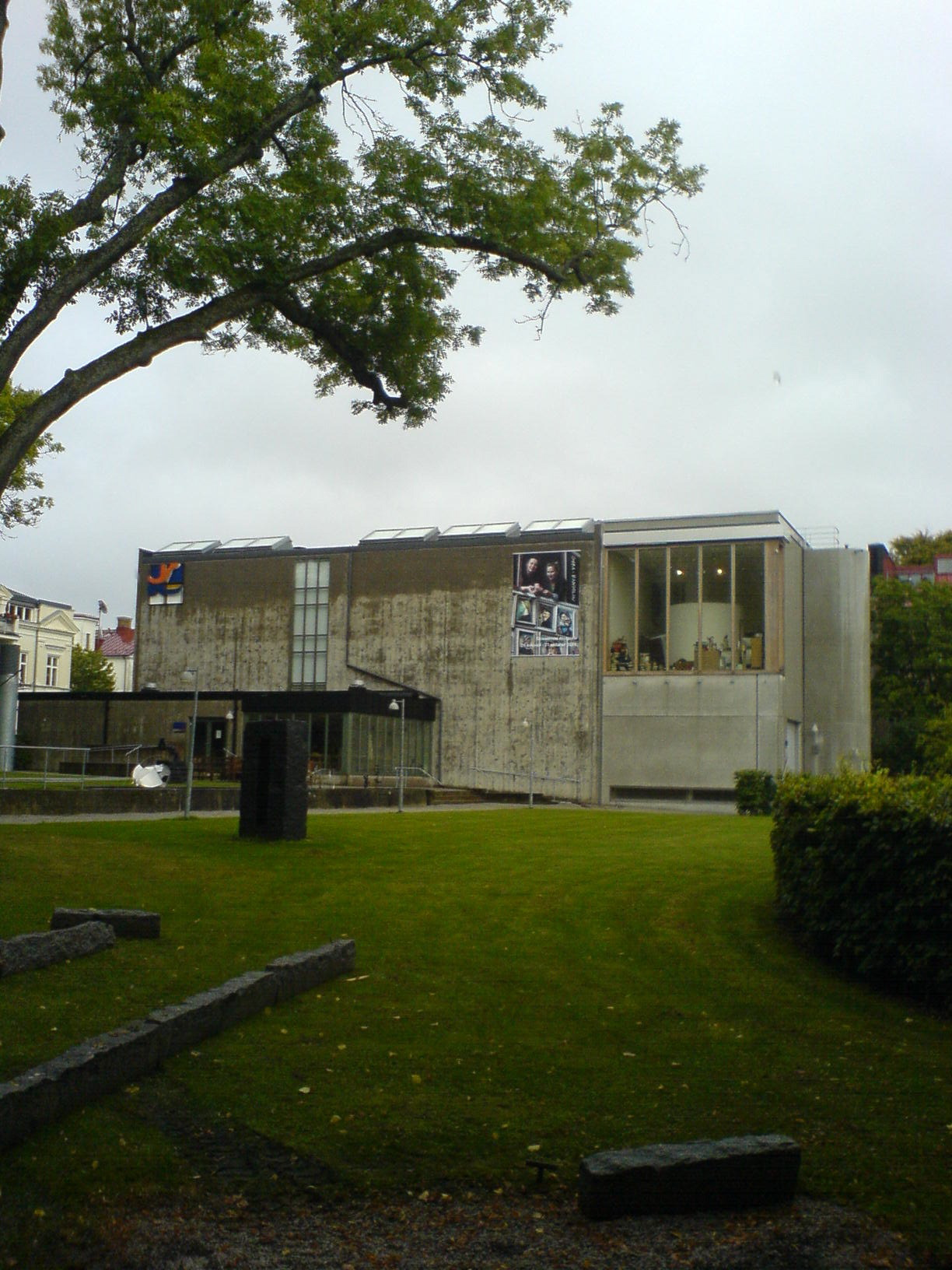
Skissernas museum mit Skulpturengarten

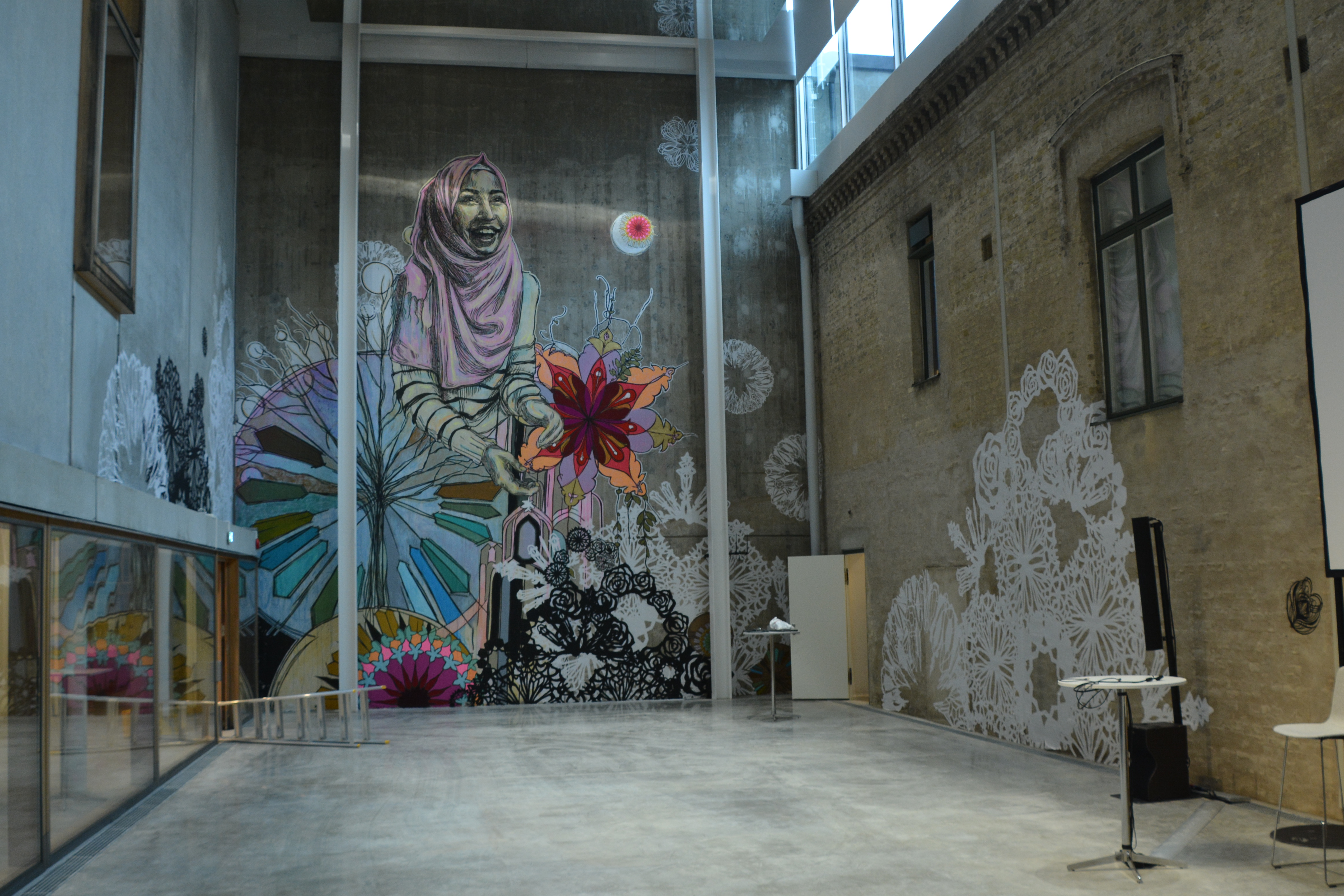
Birgit Rausings Halle im Skissernas museum.

Skissernas museum (Museum der Skizzen) ist ein Kunstmuseum in der südschwedischen Stadt Lund.

## Geschichte
Das Museum wurde 1934 vom damaligen Professor der Kunstgeschichte an der Universität Lund, Ragnar Josephson, als Archiv für dekorative Kunst der Fakultät für Kunsthistorik gegründet. Die Absicht Josephsons war es, den kreativen Prozess eines Kunstwerkes von der Idee bis zum fertigen Werk zu veranschaulichen. Es wurden Skizzen, Modelle und Fotografien von Kunst im öffentlichen Raum gesammelt, da sich diese laut Josephson besonders als Studienmaterial eigneten. Die Aufforderung zur Schaffung eines solchen Archives kam bereits 1933 vom Künstler Georg Pauli auf einer Ausstellung in Lund.
Das erste Archivmaterial bestand aus gekauften Ansichtskarten über dekorative Kunst. Die Initiative des Archivs wurde sobald von Künstlern in ganz Schweden wahrgenommen und die Zahl der Schenkungen und Kaufanfragen häuften sich. So schenkte etwa auch Prinz Eugen dem Archiv Material.
Nachdem das Archiv immer weiter wuchs, überließ die Universität Josephson 1941 ein früheres Lehrerinnenseminar als neue Räumlichkeit an der Ecke Sölvegatan und Finngatan, unweit der Universitätsbibliothek. Der vorgelagerte Skulpturengarten des Museums ragt in den Park des Helgonabacken herein. Fortan wurde das Archiv der Öffentlichkeit zugänglich gemacht und als Museum weitergeführt. Seit 1979 ist das Museum als eigene Einheit Teil der Universität Lund.

## Heute
Das Museum sowie das nicht öffentliche Archiv beherbergen heute etwa 30.000 Gegenstände aus der ganzen Welt. Die Entwicklung des kreativen Schaffungsprozesses, die „Geburt des Kunstwerks“, steht laut Eigenbeschreibung im Mittelpunkt der Tätigkeit. Neben der dauerhaft zugänglichen Schausammlung werden jährlich auch temporäre Ausstellungen gezeigt. Die permanente Ausstellung verteilt sich auf zwei Etagen und ist geographisch aufgeteilt. Im Erdgeschoss befinden sich der Schwedische, der Internationale, der Mexikanische sowie der Skulpurensaal. Ein Stockwerk darüber befinden sich Skizzen und Modelle aus den übrigen nordischen Ländern. Hier finden auch die Sonderausstellungen statt. 
Erwähnenswert sind Werke etwa von Sigrid Hjertén und Isaac Grünewald im Schwedischen Saal sowie Skizzen von Fernand Léger, Pierre Puvis de Chavannes, Sonia und Robert Delaunay sowie Kartons von Henri Matisse im Internationalen Saal. Im Mexikanischen Saal finden sich Werke etwa von David Alfaro Siqueiros, Juan O’Gorman sowie von Rufino Tamayo. Der Skulpturensaal wird von dem Gipsmodell Hill Arches von Henry Moore dominiert. Hier finden sich des Weiteren Werke von Christo und Jeanne-Claude, Pablo Picasso, Alexander Calder, Arnaldo Pomodoro oder Claes Oldenburg. In den Nordischen Sälen sind Werke etwa von Kirsten Ortwed, Dagfin Werenskiold und Leifur Breidfjörd zu finden.